# Franz Hoischen
Franz Hoischen (* 1903; † 13. Juli 1969) war ein deutscher Kunsterzieher, Maler und Grafiker. 

## Leben und Werk
Franz Hoischen wirkte neben seiner künstlerischen Tätigkeit als Oberstudienrat am Friedrich-Spee-Gymnasium in Rüthen als Kunsterzieher. Sein Vorgesetzter, Schulleiter Hans Cramer, resümierte: „Sein eigenes künstlerisches Schaffen, von hohem, anerkanntem Rang, hat er, was manche Freunde bedauerten, zurücktreten lassen, weil er sich zu allererst uns, unserer Schule verpflichtet fühlte.“
In der Zeit des Nationalsozialismus war Hoischen obligatorisch Mitglied der Reichskammer der bildenden Künste und er nahm an Ausstellungen teil. Er ist besonders für seine Stillleben bekannt, die den Eindruck überschwänglicher Fülle in einem Kontext ernster Gemessenheit vermitteln. Realistische und impressionistische Elemente vereinen sich bei Hoischen zu gelegentlich surreal anmutenden Arrangements.

## Sicher belegte Teilnahme an Ausstellungen in der Zeit des Nationalsozialismus
- 1938, 1940 und 1942: Dortmund, Haus der Kunst („Große Westfälische Kunstausstellung“)
- 1939: Soest, Rathaus („Künstler sehen eine Stadt. Das Gesicht der Stadt Soest und ihrer Landschaft im Spiegel der Kunst“)